# Выставка (Смоленская область)
Выставка — деревня в Демидовском районе Смоленской области России. Входит в состав Воробьёвского сельского поселения. Население — 4 жителя (2007 год). 
Расположена в северо-западной части области в 27 км к северо-востоку от Демидова, в 28 км северо-восточнее автодороги Р133 Смоленск — Невель, на берегу реки Сапшанка. В 74 км южнее деревни расположена железнодорожная станция Смоленск на линии Москва — Минск. 

## История
В годы Великой Отечественной войны деревня была оккупирована гитлеровскими войсками в июле 1941 года, освобождена в сентябре 1943 года.
По некоторым сведениям у деревни был первоначально похоронен Герой Советского Союза партизан Владимир Куриленко, погибший в 1942 году.